# 제1차 세계 대전 기간 독일의 룩셈부르크 점령

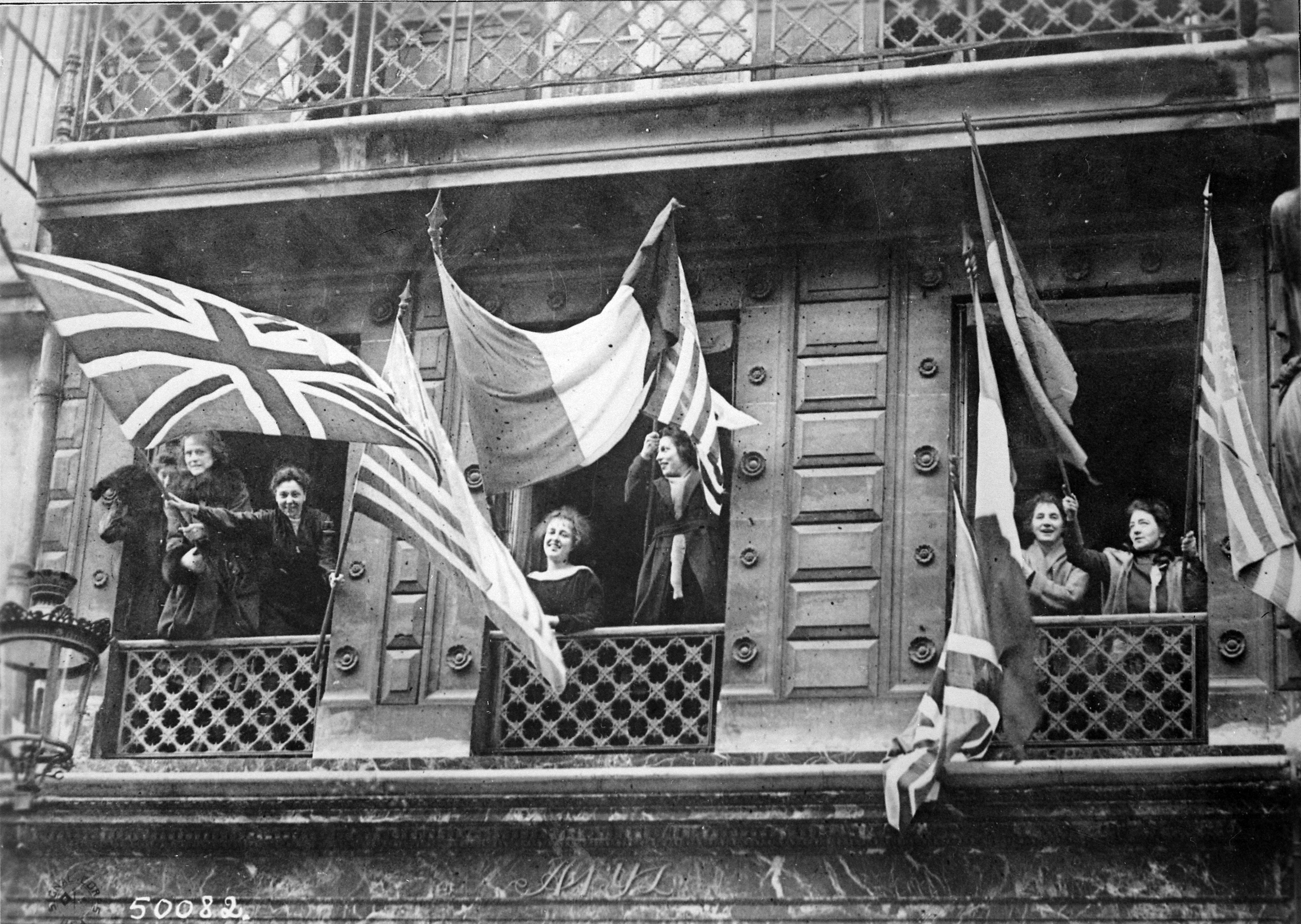
휴전 이후 연합군 병사들의 도착을 환영하고 조국의 해방을 축하하는 룩셈부르크인들, 1918년 11월

1914년 8월부터 1918년 11월 11일 제1차 세계 대전이 끝날 때까지 룩셈부르크 대공국은 독일 제국의 완전한 점령 하에 있었다. 독일 정부는 이웃 프랑스에서 자국 군대를 지원해야 할 필요성을 들어 점령을 정당화했지만, 과거와 현재의 많은 룩셈부르크인들은 독일의 행동을 다르게 해석했다.
이 기간 동안 룩셈부르크는 자체 정부와 정치 체제를 유지할 수 있었지만, 모든 절차는 독일군의 존재에 의해 가려졌다. 점령이라는 압도적인 방해에도 불구하고 룩셈부르크 국민은 가능한 한 정상적인 삶을 영위하려고 노력했다. 정당들은 경제, 교육, 헌법 개정과 같은 다른 문제에 집중하려고 시도했다.
국내 정치 환경은 27년 동안 총리를 지낸 폴 아이셴의 사망으로 더욱 복잡해졌다. 그의 죽음 이후 여러 단명 정부가 이어졌고, 독일군 철수 후에는 반란과 헌법적 혼란이 절정에 달했다.

## 배경
1867년 런던 조약 이후 룩셈부르크는 명시적으로 중립국이었다. 룩셈부르크 위기는 프로이센이 네덜란드로부터 대공국을 매입하려는 프랑스의 시도를 좌절시켰음을 보여주었다. 룩셈부르크의 중립은 당시 프로이센의 수상이었던 오토 폰 비스마르크에 의해 받아들여졌는데, 그는 "룩셈부르크 요새를 대가로 우리는 이 나라의 중립과 그것이 영구히 유지될 것이라는 보장을 받았다"고 말했다.
1860년대 이후 룩셈부르크인들은 독일의 야망을 예리하게 인식하고 있었으며, 룩셈부르크 정부는 슐리펜 계획의 함의를 잘 알고 있었다. 1911년, 폴 아이셴 총리는 한 기술자에게 독일의 서부 철도망, 특히 독일이 프랑스 캠페인을 위한 병참 필요에 따라 룩셈부르크를 점령할 가능성을 평가하도록 의뢰했다. 더욱이, 룩셈부르크와 독일 간의 강한 민족적, 언어적 연관성을 고려할 때, 독일이 룩셈부르크를 제국에 병합하려 할 수도 있다는 우려가 있었다. 룩셈부르크 정부는 국가의 중립을 재확인함으로써 이를 피하는 것을 목표로 했다.
1914년 6월, 오스트리아-헝가리 제국의 황위 계승자인 프란츠 페르디난트 폰 외스터라이히에스테 대공이 범슬라브 민족주의자들에 의해 암살당하면서 오스트리아-헝가리와 세르비아 간의 관계는 갑자기 악화되었다. 오스트리아-헝가리는 독일 제국의 지원을 받았고, 세르비아는 러시아 제국의 지원을 받았다. 7월 28일, 오스트리아-헝가리는 세르비아에 선전포고했고, 이는 이중 동맹에 따른 책임으로 인해 러시아, 그리고 독일의 동원령을 촉발시켰다.

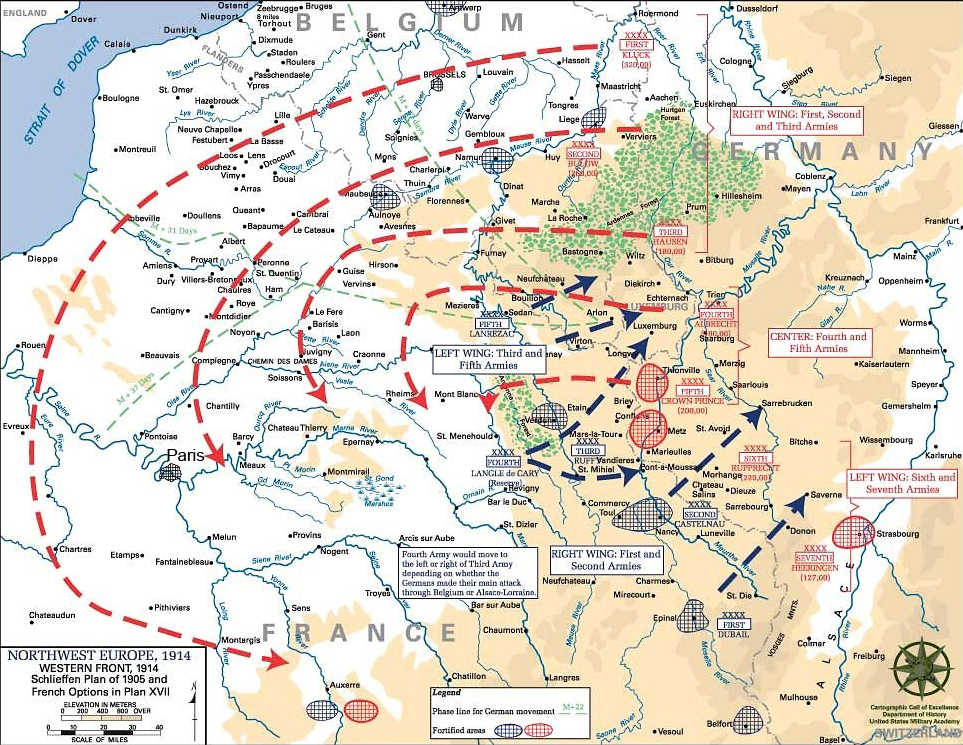
슐리펜 계획에 따라 독일은 룩셈부르크와 벨기에를 통과하여 프랑스 방어선을 우회하려고 했다.

 러시아의 가장 가까운 서방 동맹국인 프랑스로부터의 보복적인 선전포고를 예상하고 독일은 슐리펜 계획을 실행에 옮겼다. 1905년 슐리펜 백작이 수립한 이 군사 전략에 따라 독일은 방어선이 취약한 저지대 국가를 통해 프랑스에 번개 공격을 감행할 예정이었다. 이는 남쪽에 배치된 프랑스의 주요 방어선을 우회하여 독일군이 파리를 포위하고 프랑스를 항복시킨 다음 동부 전선에 전력을 집중할 수 있게 할 것이었다.

## 침공

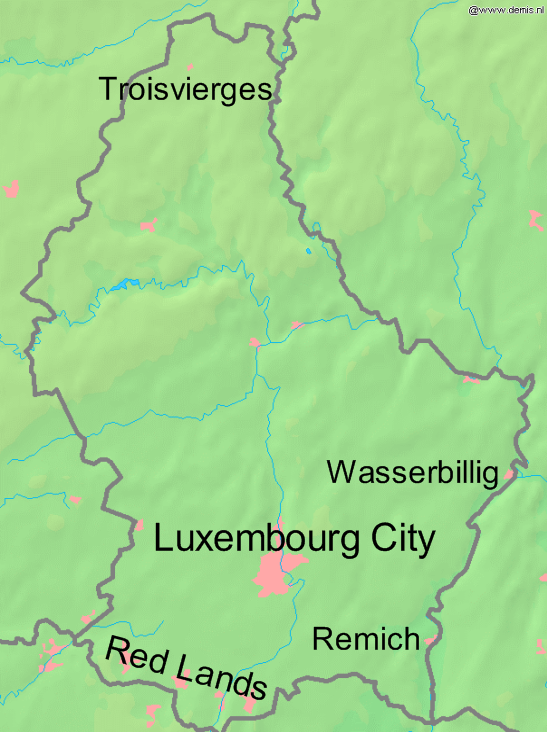
독일의 주요 침공 목표는 룩셈부르크 (도시)였다.

1914년 8월 1일, 독일은 러시아에 선전포고했다. 동쪽 이웃 국가와의 전쟁 발발과 함께 독일은 슐리펜 계획을 실행에 옮겼고, 룩셈부르크 정부의 우려는 현실이 되었다. 처음에는 룩셈부르크는 알브레히트 폰 뷔르템베르크의 제4군을 위한 단순한 통과점이었다. 북부 라인란트에서 프랑스로 이어지는 철도 중 하나가 룩셈부르크 최북단의 트로이비에르주를 통과했으며, 독일이 룩셈부르크의 주권과 중립을 처음 침해한 것은 트로이비에르주역의 무단 사용이었다.
다음 날, 프랑스군이 독일 국경에서 아직 멀리 떨어져 있는 동안, 독일은 전면 침공을 감행했다. 독일군은 룩셈부르크 남동부를 통해 이동하기 시작했고, 레미히와 바서빌리히에서 모젤강을 건너 수도인 룩셈부르크 (도시)로 향했다. 24시간 동안 수만 명의 독일군이 룩셈부르크에 배치되었다(비록 대공국 정부는 제시된 정확한 숫자에 대해 이의를 제기했지만). 대공녀 마리아델라이드는 400명 미만에 불과한 대공국의 소규모 군대에 저항하지 말라고 명령했다. 8월 2일 오후, 그녀와 아이셴은 룩셈부르크의 현대화의 상징인 룩셈부르크 (도시)의 아돌프 교에서 독일군 사령관 오버스트 리하르트 카를 폰 테스마르를 만났다. 그들은 가볍게 항의했지만, 젊은 대공녀와 노련한 정치가 모두 독일 군사 통치를 피할 수 없는 것으로 받아들였다.

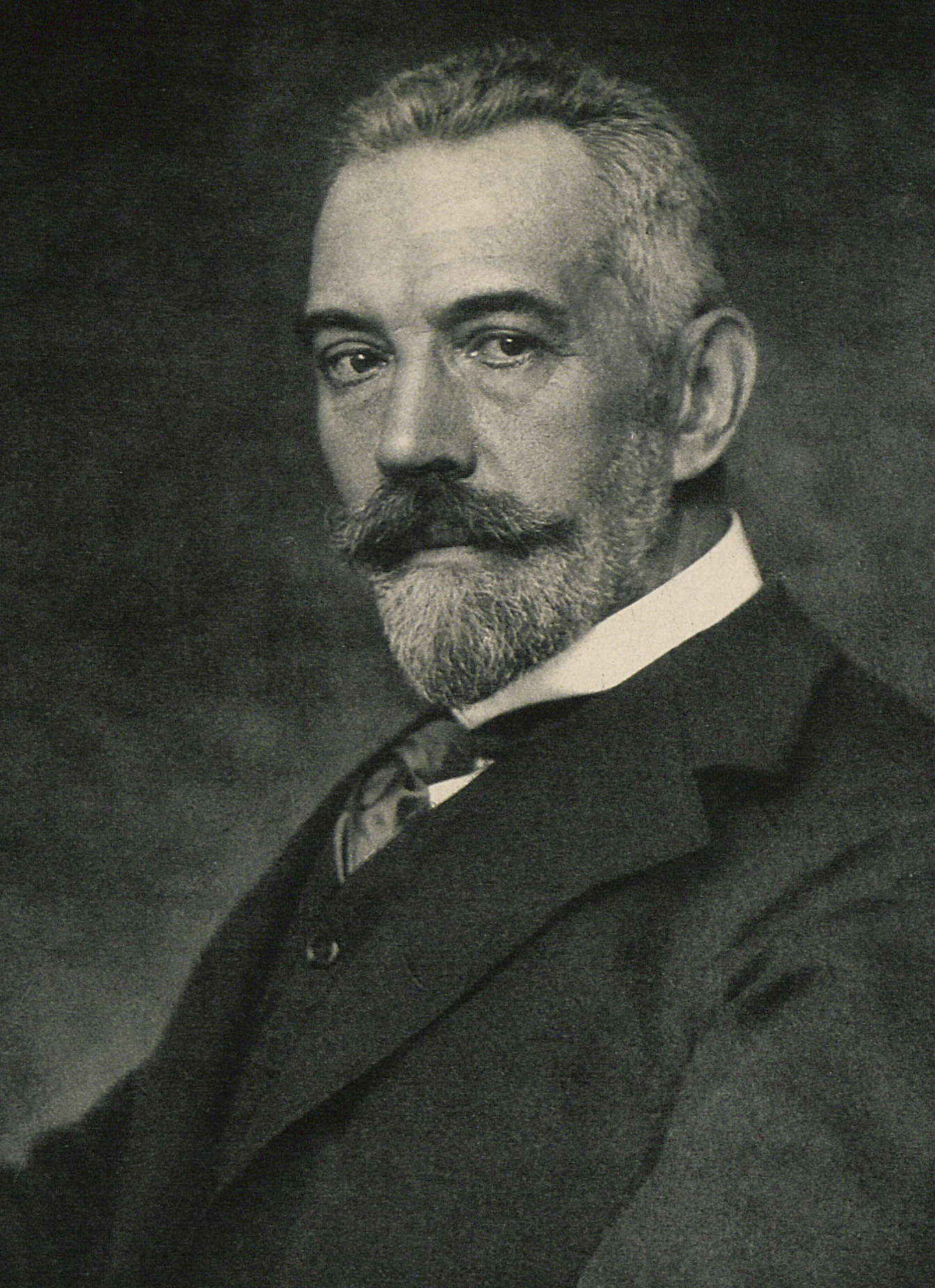
테오발트 폰 베트만홀베크, 독일 제국 수상

8월 2일, 독일 제국 수상 테오발트 폰 베트만홀베크는 프랑스 자체가 룩셈부르크를 침공할 준비가 되어 있었다고 주장하며 군사적 필요성 측면에서 룩셈부르크의 완전한 점령을 정당화했다. 룩셈부르크 주재 프랑스 장관은 독일이 먼저 침략하지 않았다면 룩셈부르크의 중립을 침해하는 것을 고려하지 않았을 것이라고 주장하며 이 주장을 일축했다. 베트만홀베크는 군사 주둔으로 인한 손실에 대해 룩셈부르크에 배상금을 제안함으로써 자국의 유감을 입증하려 했다. 8월 4일, 베트만홀베크는 국가의회에 다음과 같이 말했다: 
| “ | 우리는 룩셈부르크와 벨기에 정부의 정당한 항의를 무시할 수밖에 없었다. 우리는 군사적 목표가 달성되는 대로 이 부당함을 시정할 것이다. | ” |

그러나 독일이 승리를 목전에 둔 것처럼 보였을 때, 총리는 자신의 진술을 수정하기 시작했다. 세기 중반까지 발견되지 않은 내부 메모에서 베트만홀베크는 룩셈부르크가 독일 연방 국가가 될 것을 제안했으며, 독일이 삼국협상에 대한 승리를 달성하면 그 결과가 룩셈부르크 국민에게 강제될 것이라고 제안했다. 그러나 영국과 프랑스는 9월 중순 마른강 전투에서 독일군의 진격을 저지했다. 이로 인해 독일 점령은 무기한 계속되었다.

## 아이셴 정부

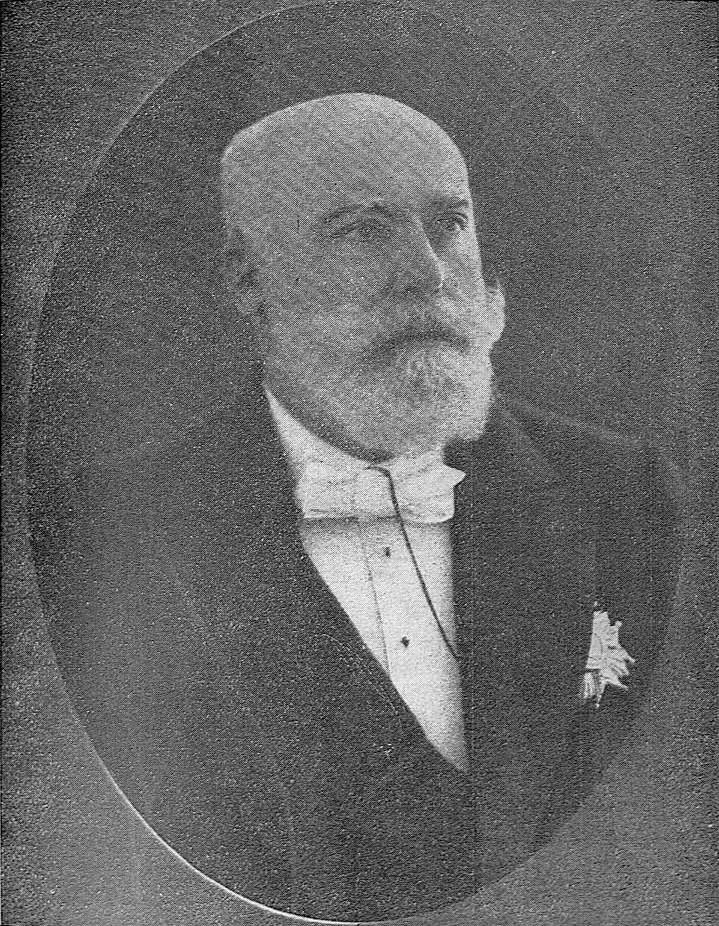
아이셴의 오랜 총리직은 평화와 번영의 하나였다.

서부 전선에서 전쟁이 균형을 이루고 있던 것처럼, 룩셈부르크의 운명도 오락가락했다. 룩셈부르크 정부가 독일 군사 행정관의 요구를 전적으로 수용한다면, 적어도 단기적으로는 룩셈부르크의 지속적인 자치 정부를 보장할 수 있다는 것이 모두에게 분명했다. 아이셴은 친숙하고 압도적으로 인기 있는 지도자였으며, 모든 파벌은 점령이라는 외교적 지뢰밭을 헤쳐나갈 그의 능력에 최대한의 신뢰를 보냈다. 8월 4일, 그는 독일 장관의 요청으로 룩셈부르크 주재 프랑스 장관을 추방했고, 나흘 뒤에는 벨기에 장관을, 그리고 그의 나라가 전쟁에 참전하자 이탈리아 장관을 추방했다. 같은 목적으로 아이셴은 독일 관세동맹을 비난하는 것을 거부했는데, 심지어 그는 전쟁이 시작되기 전에 관세 동맹에서 탈퇴하는 것에 대해 공개적으로 이야기했음에도 그러했다.
때때로 아이셴은 점령군을 질책했다. 10월 13일, 칼 다다르(Karl Dardar)라는 룩셈부르크 언론인이 반독일 기사를 발행한 혐의로 독일군에 체포되었다. 그는 코블렌츠로 끌려가 군사법원에서 재판을 받고 3개월 투옥형을 선고받았다. 아이셴은 독일이 룩셈부르크 시민을 납치하여 영토 밖 범죄로 재판한 것에 격분했으며, 아이셴은 자신의 분노를 숨기지 않았다. 아이셴은 룩셈부르크 주재 독일 장관에게 그 행동이 '룩셈부르크 대공국의 국가 주권에 대한 직접적인 침해'라고 말했다.
유사한 불만은 아이셴과 빅토르 토른 모두에 의해 제기되었는데, 1915년 1월 프랑스 군사정보를 위해 일했다는 혐의로 철도 노동자가 체포되어 나중에 트리어에서 재판을 받고 선고를 받았을 때였다. 법무부 장관으로서 토른은 룩셈부르크 법률 시스템이 그토록 경멸적으로 취급된 것에 격분했다. 그러한 이의 제기는 독일 당국에 의해 잘 받아들여지지 않았다. 비록 그들은 아이셴의 완고한 방식에 지쳐 있었지만, 그는 다양한 룩셈부르크 정치 파벌을 통합하는 데 유용한 도구로 남아 있었다. 6월 23일, 룩셈부르크 정부에 독일이 룩셈부르크를 전쟁터로 간주하며 따라서 인구는 군법의 적용을 받는다는 내용의 서한이 발송되었다.
아이셴만이 점령 기간 동안 정치적으로 활동적이었던 유일한 사람은 아니었다. 1915년 여름, 아이셴은 국공립학교 시스템에서 로마 가톨릭교회의 역할을 더욱 줄이려 했다. 마리아델라이드 대공녀는 이에 반대했다. 열렬한 종교적인 가톨릭 신자(대부분의 국가도 그러했지만, 그녀의 돌아가신 아버지는 개신교였다)로서 그녀는 "내가 열쇠를 가지고 있는 한 그들의 가장 소중한 유산[로마 가톨릭]이 도난당하도록 내버려 두지 않을 것이다"라고 말했다고 전해진다. 마리아델라이드는 물러서기를 거부하며, 아이셴에게 자신의 결정을 받아들일 수 없다면 사임하라고 요구했다. 아이셴은 거의 사임할 뻔했지만, 그렇게 하지 않기로 결정했다. 그럼에도 불구하고, 그는 곧 사망했다.

## 아이셴 이후

### 아이셴의 사망

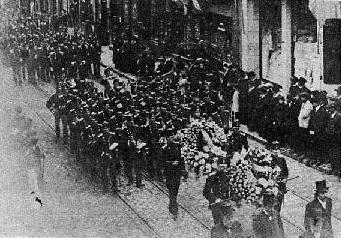
아이셴의 장례 행렬. 재임 중 사망은 3년간의 정치적 격변으로 이어졌다.

1915년 10월 11일, 폴 아이셴의 사망으로 룩셈부르크의 정치 체제는 혼란에 빠졌다. 전쟁이 발발했을 때 아이셴은 73세였지만, 그의 27년간의 총리직은 대부분의 룩셈부르크인들이 알던 유일한 정부였다. 독일 점령 첫 해 내내 그는 룩셈부르크 국민에게 버팀목이었다. 그는 마리아델라이드에게도 매우 중요했다. 대공녀는 이 자리를 위해 훈련된 적이 없었고, 아이셴보다 53세 어렸으며, 정치적으로 순진하고 입헌군주로서 위험할 정도로 편파적이라고 여겨졌다. 최근의 긴장들은 비교적 표면적인 것이었다.
결정적으로, 아이셴은 대의원회의 신임을 얻었으며, 오로지 그의 인격적인 힘으로 보이는 것으로 모든 주요 파벌을 포함하는 정부를 유지할 수 있었다. 국가 통합을 더욱 악화시킨 것은 점령의 압박으로 인해 전쟁 전 사회주의자와 자유주의자 파벌 간의 반교권주의 동맹이 깨져서 성직주의자와 반성직주의자 모두가 입법적 다수자를 잃게 되었다는 것이다. 가톨릭 보수주의자들은 가장 큰 블록을 형성했지만, 연정을 구성할 가능성은 가장 낮았다.

### 몽제나스트 정부
아이셴이 사망한 다음 날, 마리아델라이드 대공녀는 1882년부터 재무부 장관을 지낸 마티아스 몽제나스트에게 소수 정부를 구성하도록 요청했다. 몽제나스트의 '임시' 총리로서의 특별한 지위는 그의 공식 직함에서 드러난다. 그는 1857년 이후의 다른 모든 총리들이 그랬던 것처럼 '정부 수반'이 아니라 '내각 회의 의장'이라는 낮은 직함을 가졌다.
몽제나스트 행정부는 결코 오래 지속될 의도가 아니었고, 경험 많은 몽제나스트를 임명할 때 마리아델라이드의 주요 목표는 배를 안정시키는 것이었다. 그럼에도 불구하고, 아무도 정부가 그렇게 빨리 무너질 것이라고 예상하지 못했다. 11월 4일, 몽제나스트는 룩셈부르크의 사범학교 교장에 새로운 후보자를 지명했다. 그 지명은 대공국의 승인을 얻지 못했고, 마리아델라이드는 그를 거부했다. 몽제나스트는 끈질겼다. 교육은 그의 취미였고, 그는 대공녀가 자신만큼 경험이 많은 장관의 조언을 받아들일 것이라고 생각했다. 그는 틀렸다. 대공녀는 항상 단호했고, 소수파 총리가, 특히 이 직책에 새로 온 사람이 자신에게 요구하는 것을 싫어했다. 다음 날, 몽제나스트는 취임 25일 만에 사임했다.

### 루치 정부
몽제나스트와 다툰 대공녀는 위베르 루치가 이끄는 전 보수파 내각을 임명하기로 결정했다. 대의원회는 단호히 반대했다. 우파당 (룩셈부르크)은 52석 중 20석만을 차지했지만, 최다 득표수를 형성했다. 마리아델라이드는 대의원회를 해산하고 보수파에게 권한을 부여하도록 유권자들에게 요구함으로써 이러한 교착 상태를 끝내려 했다. 이것은 좌파를 격분시켰는데, 좌파는 자신들의 의원들만이 정부에 대한 신임을 부여할 헌법적 권리를 가지고 있다고 생각했기 때문이다. 이것은 좌파에 의해 '대공녀의 쿠데타'라고 불렸다. 그럼에도 불구하고 12월 23일, 룩셈부르크는 투표에 나섰다. 우파당의 입지는 개선되어 25석을 얻었지만, 절대 과반수에는 미치지 못했다. 1916년 1월 11일, 대의원회는 불신임 결의를 통과시켰고, 루치는 사임했다.

## 국민통합정부

### 합의 형성
전 보수파 정부의 실패 이후, 대공녀는 선도적인 자유주의 정치인 빅토르 토른에게 새로운 정부를 구성하도록 요청했다. 아이셴의 27년간의 총리직 이후, 세 달 만에 두 개의 정부가 바뀌었고, 룩셈부르크 국민은 정치인들의 실패에 환멸을 느끼기 시작했다. 토른의 성격은 화해적인 지도자였고, 그는 대의원회에 개별 의원들의 이념적 성향에 관계없이 자신의 정부를 지지해달라고 직접 호소했다: "행동하고 행동할 수 있는 정부를 원한다면, 모든 정당이 이 정부를 지지하는 것이 필수적입니다." 이러한 지지는 모든 정당에서 나왔지만, 각 정당이 정부에 초청될 때만 가능했다. 토른은 이 요구를 들어줄 수밖에 없었다. 그 결과로 형성된 대연정 내각에는 룩셈부르크 정치계의 모든 주요 인물이 포함되었다. 토른 자신 외에도 보수주의자 레온 카우프만과 앙투안 르포르, 사회주의 지도자 미셸 벨터 박사, 자유주의자 레온 무트리에가 있었다.

### 식량 부족
룩셈부르크 정부의 가장 시급한 문제는 식량 공급이었다. 전쟁으로 인해 식량 수입이 불가능해졌고, 독일 점령군의 필요가 룩셈부르크 국민의 필요보다 우선시될 수밖에 없었다. 식량 공급 감소를 늦추기 위해 농업 및 상업 총책임자 미셸 벨터는 룩셈부르크에서 식량 수출을 금지했다. 또한 정부는 급증하는 수요에 대처하고 가난한 룩셈부르크인들이 식량을 더 저렴하게 구매할 수 있도록 배급 제도와 물가통제를 도입했다. 그러나 이러한 조치들은 원하는 효과를 거두지 못했다. 점점 더 많은 룩셈부르크인들이 암시장으로 눈을 돌렸고, 룩셈부르크 정부의 불만에도 불구하고 독일 점령군은 거의 도움이 되지 않는 것처럼 보였다. 더욱이 정부는 독일이 규제 집행을 거부하고 심지어 스스로 물품을 밀수하여 암시장 발전을 돕고 있다고 비난했다.
1916년 내내 식량 위기는 심화되었고, 모든 저지대 국가에서 감자 수확이 부진하여 더욱 악화되었다. 이웃 벨기에에서는 수확량이 전년 대비 30%에서 40% 감소했다. 많은 룩셈부르크인들이 굶주림에 가까운 식단 섭취를 하고 있었음에도 불구하고, 이 나라는 기근을 피할 수 있었다. 부분적으로 이는 독일군이 현지 식량원에 대한 의존도를 줄이고 독일로부터의 수입에 의존하게 된 덕분이었다.
기근은 피했지만, 룩셈부르크 정부는 대중과 정치인들로부터 받았던 신뢰를 많이 잃었다. 12월 22일, 책임 장관인 미셸 벨터는 대의원회로부터 불신임 결의를 받아 사임을 요구받았다. 토른은 세 주요 정당 중 하나의 지도자를 해고하는 것 외에 다른 모든 선택지를 찾으려 시간을 끌었지만, 아무것도 찾지 못했다. 1917년 1월 3일, 벨터는 해고되었고, 다른 사회주의자인 에르네스트 레클레르로 교체되었다. 교체와 폰 테스마르의 병사들의 미래 행동 개선 약속에도 불구하고, 레온 카우프만은 1917년 3월부터 1918년 6월 사이에 식료품 밀수에 연루된 독일 병사들의 36건을 언급할 수 있었다.

### 광부 파업

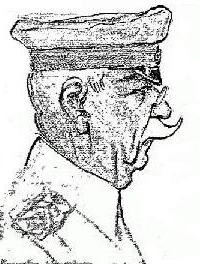
폰 테스마르의 신속한 파업 진압은 토른 정부를 약화시켰다.

특히 국가의 산업화된 남부 지역에서 국민들의 불만은 끊임없이 커졌다. 1916년 가을에는 철강 산업에서 최초의 노동조합이 형성되어 룩셈부르크 (도시)와 에슈쉬르알제트에 노동조합이 생겨났다. 전쟁 수요에도 불구하고 철 생산은 침체되었고, 이는 고용 불안정 심화로 이어졌다. 3월과 4월에는 철강 경제가 지배적인 에슈쉬르알제트 (칸톤)에서 3명의 무소속 의원이 선출되었다. 무소속으로서 이 새로 선출된 의원들은 국민통합정부에 대한 유일한 입법 야당 (의회)이었다.
많은 룩셈부르크인들, 특히 광부들에게 정부에 대한 혐오감 표출은 오직 투표함을 통해서만 이루어질 수는 없었다. 시민 불복종이나 그보다 더한 것의 위협을 감지한 폰 테스마르는 모든 폭력 행위(그는 파업 행위도 포함시켰다)를 저지르는 개인에게 사형을 위협했다. 그러나 1917년 5월 31일, 노동자들은 폰 테스마르의 최후통첩에 맞서 가장 강력한 무기를 사용하고자 했고, 작업을 중단했다. 독일은 룩셈부르크 철에 의존하고 있었는데, 이는 영국 왕립 해군의 해상 봉쇄로 인해 독일이 접근 가능한 현지 공급원을 찾을 수밖에 없었기 때문이다. 1916년, 룩셈부르크는 관세동맹의 선철 생산량의 7분의 1 이상을 생산했다. 따라서 독일은 중요한 원자재를 빼앗기지 않으려면 파업을 감당할 수 없었다.
파업 진압에서 폰 테스마르는 무자비하게 효율적이었지만, 그가 위협했던 처형에 의존할 필요는 없었다. 9일 이내에 파업은 진압되었고 지도자들은 체포되었다. 두 주동자는 트리어의 독일 군사법원에서 10년 징역형을 선고받았고, 정부는 이에 분개했다. 독일 당국이 룩셈부르크 정부를 존중하기를 계속 거부하고, 룩셈부르크 국가 헌병이 아닌 독일 군사력으로 파업이 진압된 굴욕적인 방식은 토른에게 너무나 견디기 힘든 것이었다. 6월 19일, 정부는 사임했다.

## 카우프만 정부

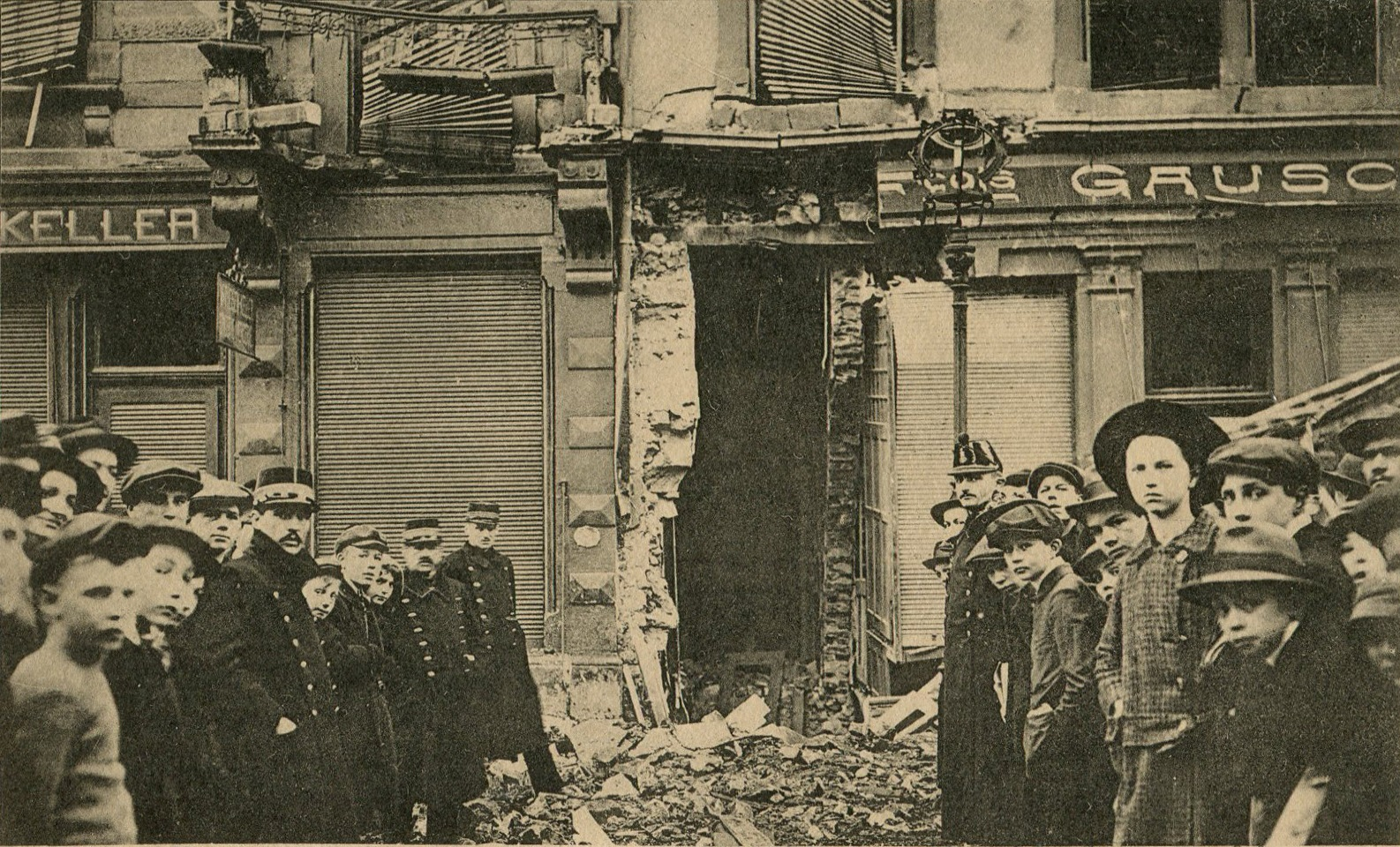
1918년 3월 24일, 가레가에 폭탄을 맞은 집

대연정 실험은 실패했지만, 어떤 정치적 단합의 필요성은 여전히 남아 있었다. 국민통합정부가 붕괴되면서, 카우프만은 자신의 우파당과 무트리에의 자유당 간의 제휴를 주선했고, 점령 이후에도 지속될 변화를 추구했다. 주요 목표는 헌법을 개정하여 좌파의 오래된 불만을 해결하는 것이었다. 11월에 대의원회는 헌법의 다양한 개정안에 대한 광범위한 논의를 시작했다. 궁극적으로 헌법은 정부가 비밀 조약을 체결하는 것을 금지하고, 의원들의 급여를 인상하며(지금까지 하루 5 룩셈부르크 프랑에 불과했다), 보통선거를 도입하고, 최다 득표 선거 제도를 비례 제도로 변경하도록 개정되었다.
위의 모든 조치들은 정치 스펙트럼의 대부분에 걸쳐 대체로 인기가 있었지만, 제32조 개정 제안은 그렇지 않았다. 이 조항은 1868년 개정에서 수정되지 않았으며, 1848년 원래 헌법 이후로 그 내용이 변경되지 않고 모든 주권이 대공녀에게 있다고 명확하게 명시하고 있었다. 일부, 특히 마리아델라이드와 독일 왕실 간의 긴밀한 관계에 분개했던 사람들에게는 그러한 인물에게 국가 주권이 있다는 생각은 용납할 수 없는 것이었다. 대의원회는 제32조를 재검토하기로 투표했지만, 카우프만은 이를 허용하지 않았는데, 국가 주권의 원천을 재정의하는 것을 은밀한 공화주의로 보았기 때문이다.
1918년 여름, 정부의 운명은 급격히 나빠졌다. 7월 8일, 룩셈부르크 (도시) 중심부의 클라우젠 (룩셈부르크)이 영국 왕립 공군의 폭격을 받아 10명의 민간인이 사망했다. 이것이 연합국을 룩셈부르크인들에게 호감을 사게 하지는 못했지만, 대공녀의 본능은 사람들에게 훨씬 인기가 없는 독일군에게 달려가는 것이었다. 8월 16일, 독일 제국 수상 게오르크 폰 헤르틀링이 룩셈부르크를 방문했다. 헤르틀링은 대공녀만을 만나기를 요청했지만, 카우프만은 그도 참석하도록 요청했다. 룩셈부르크 국민에게 두 나라 간의 관계는 이제 의심할 여지 없이 우호적으로 보였고, 카우프만의 신뢰성은 완전히 사라졌다. 이는 8월 26일, 대공녀의 여동생인 룩셈부르크 공녀 안토니아와 독일군 야전원수였던 루프레히트 폰 바이에른 왕세자의 약혼 소식으로 더욱 심화되었다. 카우프만에 대한 압력이 가중되었다. 그의 당은 여전히 강했지만, 개인적인 명성은 실추되었고, 그는 9월 28일 또 다른 보수주의자인 에밀 로이터에게 양보하여 사임할 수밖에 없었다.

## 전쟁의 종식

### 휴전

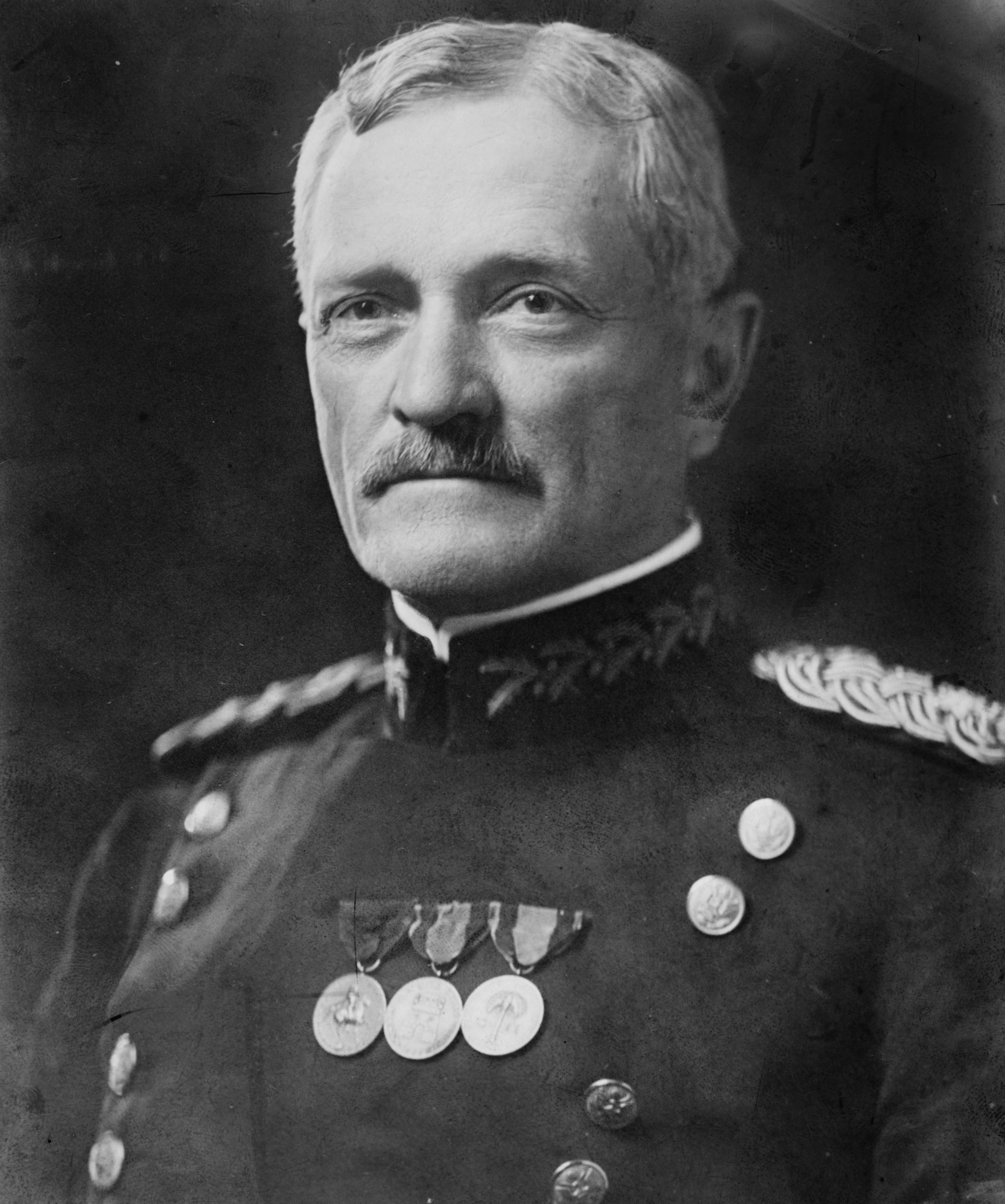
존 J. 퍼싱

1918년 가을, 전쟁에서 독일의 입지는 더 이상 유지하기 어려워졌다. 대규모 독일 춘계 공세는 엄청난 재앙이었던 반면, 연합군의 역습, 즉 백일 공세는 독일군을 자국 국경으로 후퇴시켰다. 11월 6일, 폰 테스마르는 룩셈부르크에서 독일군이 완전히 철수할 것을 발표했다. 폰 테스마르의 발표 닷새 뒤, 독일은 4년간의 전쟁을 종식시킨 휴전 협정에 서명했다. 휴전 협정의 조건 중 하나는 다른 점령 국가들과 함께 룩셈부르크에서 독일군이 철수하는 것이었다.
연합국은 독일군의 룩셈부르크 철수를 미국이 감시하고, 미국이 포로 국가를 해방하는 영예를 얻을 것에 동의했다. 11월 18일, 서부 전선 미국 원정군의 총사령관인 미국 장군 존 조지프 "블랙 잭" 퍼싱은 룩셈부르크 국민에게 공표를 발표하며, 새로 창설된 미국 제3군이 룩셈부르크를 통과하여 독일 라인란트를 점령할 것이지만, 미국인들은 동맹이자 해방군으로서 올 것이라고 밝혔다.
4년간의 영토 침해 끝에 룩셈부르크 대공국은 다행히도 해방될 것입니다. ... 미군은 친구로서 룩셈부르크 대공국에 진입하며, 국제법을 엄격히 준수할 것입니다. 그들의 주둔은 절대적으로 필요한 기간 이상 연장되지 않을 것이며, 여러분에게 부담이 되지 않을 것입니다. 정부와 기관의 운영은 방해받지 않을 것입니다. 여러분의 삶과 생계는 방해받지 않을 것입니다. 여러분의 인신과 재산은 존중될 것입니다.

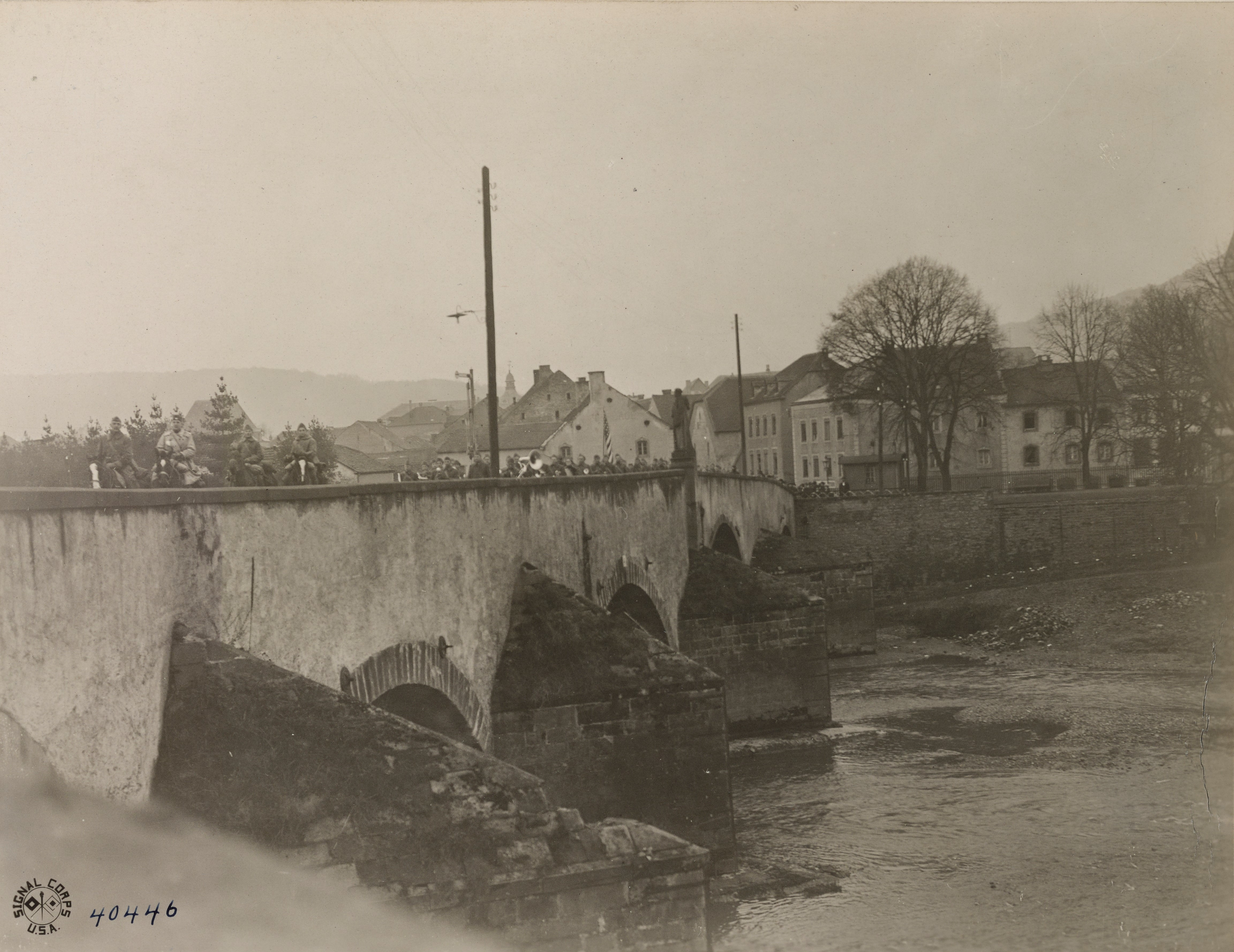
1918년 12월 1일. 미군 제125보병연대 병사들이 에히터나흐의 자우어강을 건너고 있으며, 휴전 후 독일로 진입하는 최초의 연합군 병사들 중 한 명이다.

다음 날, 미군 병사들은 프랑스-룩셈부르크 국경을 넘었다. 도처에서 그들은 퍼싱이 고취하고자 했던 정신대로 해방자로 환영받았으며, 밴드와 깃발을 흔드는 민간인들이 그들을 맞이하고 꽃으로 장식되었다. 룩셈부르크 (도시) 시장 뤼크 우스는 진군하는 미군에게 독일군이 지난 3주 동안 대체로 규율 있고 잘 행동했다고 말했다. 이는 갈등 초기에 그가 했던 수많은 불만에 비해 현저히 개선된 것이었다. 마침내, 1918년 11월 22일, 독일군은 룩셈부르크에서 철수를 완료하여 점령을 끝냈다.
독일의 패배는 연합군이 룩셈부르크 문제를 영원히 해결할 완벽한 기회를 만들었다. 룩셈부르크를 독일의 영향권에서 제거함으로써 그들은 룩셈부르크의 지속적인 독립을 보장하고, 이로써 그들이 얻은 평화를 보존하기를 희망했다. 12월 19일, 영국과 프랑스 정부의 선동으로 룩셈부르크 정부는 독일 관세동맹에서 탈퇴하고 룩셈부르크가 이전에 독일에 부여했던 철도 특혜를 종료한다고 발표했다.

### 반란
휴전이 전쟁을 종식시키고 반란이 끝났음에도 불구하고, 룩셈부르크의 미래는 여전히 불확실했다. 벨기에는 전쟁으로 가장 큰 타격을 입은 국가 중 하나였다. 거의 전 국토가 독일에 점령되었고, 3만 명의 민간인을 포함하여 43,000명 이상의 벨기에인이 사망했다. 벨기에는 보상을 요구했고, 이웃 국가들을 모두 노리고 있었다. 1918년 11월, 하딩 경은 런던 주재 네덜란드 대사에게 "벨기에인들은 돈을 벌려고 하며, 할 수 있는 모든 것을 움켜쥐려 한다"고 말했다.

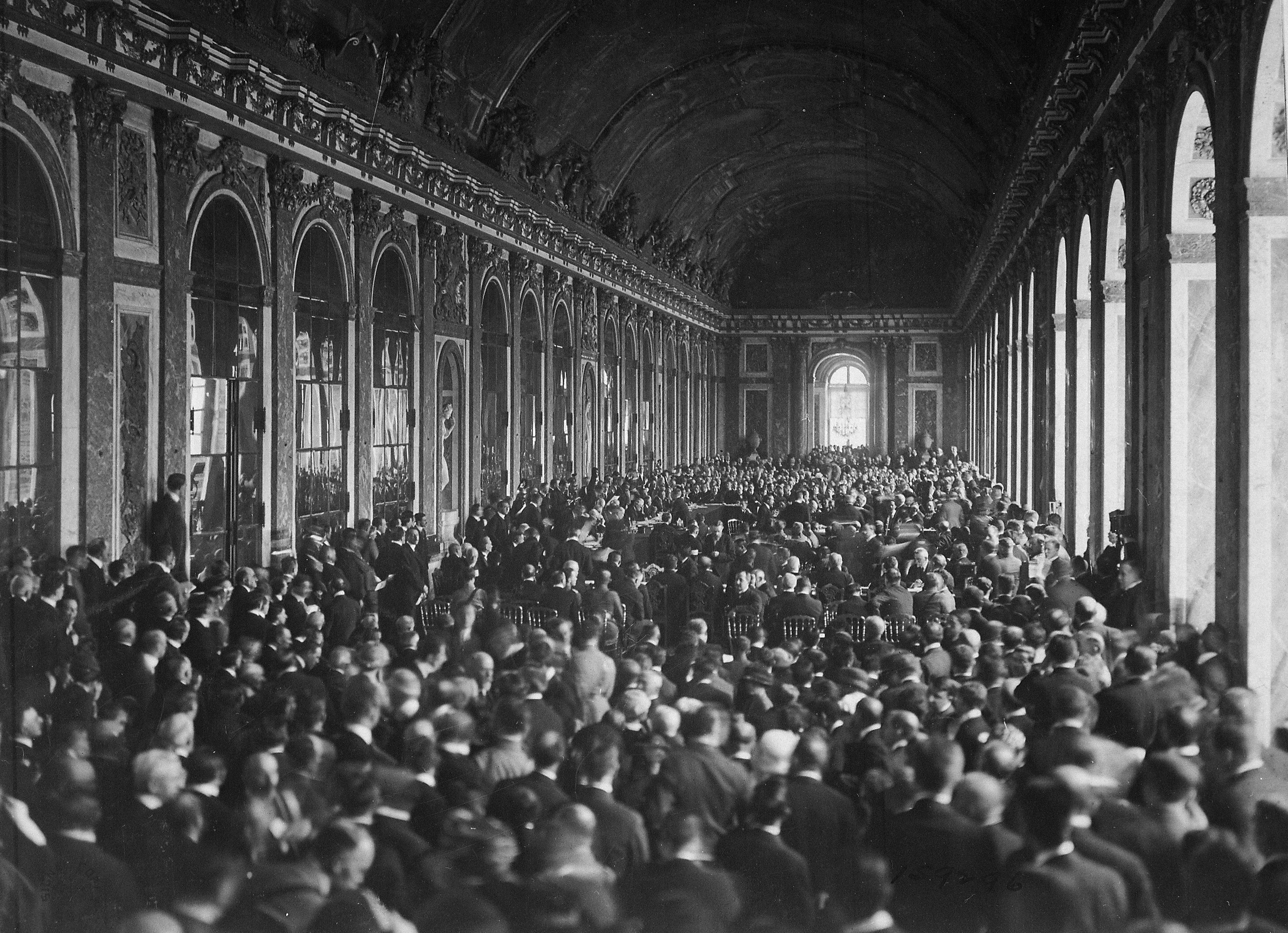
베르사유 조약에 서명하는 대표단, 제1차 세계 대전을 종식시키고 룩셈부르크의 독립을 확고히 하다.

 1919년 초부터 벨기에는 병합 비전을 홍보하기 위한 선전 캠페인에 착수했다. 파리 강화 회의에서 벨기에 대표단은 국제사회가 벨기에가 룩셈부르크를 병합하도록 허용하는 것을 지지했다. 그러나 라인강 서안에 대한 영향력 상실을 우려한 프랑스는 벨기에의 제안을 단호히 거부하여 룩셈부르크의 지속적인 독립을 보장했다.
그 결과로 체결된 베르사유 조약은 룩셈부르크의 지위에 대한 우려를 다루기 위해 두 개의 조항(§40 및 §41)을 할애했다. 주요 조항인 §40은 독일이 룩셈부르크에서 얻었던 모든 특혜를 철회했으며, 독일은 1842년, 1847년, 1865년, 1866년, 1867년 2월, 1867년 5월, 1871년, 1872년, 1902년 조약에서 얻은 이점들을 특별히 포기했다. 이 조약들의 철회 효과는 명시적으로 명시되었다. 룩셈부르크는 독일 관세동맹에서 탈퇴하고, 독일은 룩셈부르크 철도 사용권을 상실하며, 독일은 룩셈부르크 중립의 종식을 인정할 의무가 있었고, 이로써 휴전 이후 룩셈부르크 정부의 행동이 유효하다는 것을 입증했다. 더욱이, 관세 동맹 종료 후 경제 금수조치를 막기 위해 조약은 룩셈부르크에 독일 석탄에 대한 무기한 옵션을 허용했고, 독일이 1924년까지 룩셈부르크 수출품에 관세를 부과하는 것을 금지했다.

## 해외 룩셈부르크인

괼르 프랑 기념비는 연합군에 자원 입대한 수천 명의 룩셈부르크인을 기린다.

룩셈부르크 정부의 중립 유지 필요성에 구애받지 않은 수천 명의 해외 룩셈부르크인들이 외국 군대에 복무하기 위해 자원했다. 3,700명의 룩셈부르크 국민이 프랑스 육군에 복무했으며, 그 중 2,000명 이상이 사망했다. 전쟁 전 룩셈부르크 인구가 266,000명에 불과했던 것을 고려하면, 프랑스군 복무에서만 발생한 인명 손실은 전체 룩셈부르크 인구의 거의 1%에 달했으며, 많은 전투 국가들의 총사상자 수보다 상대적으로 많았다(참조: 제1차 세계 대전의 사상자). 룩셈부르크 자원병들은 1923년 5월 27일 룩셈부르크 (도시)에 공개된 괼르 프랑('황금 여인'이라는 뜻) 전쟁기념물로 기념된다. 원래 기념물은 1940년 10월 20일 나치 점령 기간 동안 파괴되었는데, 이는 독일 정체성 거부와 독일화에 대한 적극적인 저항을 상징했기 때문이다. 제2차 세계 대전 이후 점진적으로 재건되어 1985년 6월 23일 두 번째로 공개되었다.
미국의 룩셈부르크계 미국인 공동체는 정체성 위기에 직면했다. 전통적으로 그들은 자신들을 별개의 공동체라기보다는 민족적으로 독일인으로 동일시했다. 따라서 그들은 독일어 신문을 읽고, 독일 학교에 다니며, 독일계 미국인들 사이에서 살았다. 그럼에도 불구하고, 전쟁이 빨리 끝나지 않을 것이라는 사실이 분명해지자 룩셈부르크계 미국인들의 의견은 바뀌었다. 1915년 5월 2일, 아메리카 룩셈부르크 형제회의 연례 대회는 영어를 유일한 공식 언어로 채택하기로 결정했다. 다른 단체들은 자신들의 방식을 바꾸는 데 덜 적극적이었다. 룩셈부르크 가제트(Luxemburger Gazette)는 전쟁이 한창이던 1917년에도 우드로 윌슨 대통령이 영국에 대해 '편애'한다고 비난했다. 그러나 그 해 4월 미국이 전쟁에 참전하자 공동체의 흔들리던 구성원들은 연합국을 지지했고, 이는 미국 내 독일계와 룩셈부르크계 공동체 간의 관계를 영원히 바꾸어 놓았다.

## 같이 보기
- 제2차 세계 대전 중 독일의 룩셈부르크 점령

## 내용주
연설, 전보, 보고서 등 인용된 원문의 대부분의 링크는 '각주' 섹션에서 찾을 수 있다.
1. ↑  Speech by Bismarck to the North German Reichstag (in German), 27 September 1867.
2. ↑  Calmes (1989), p. 340
3. ↑  (프랑스어) Operational Intelligence Report.  24 September 1911.  Retrieved on 23 July 2006.
4. ↑  Luxembourg Railways Intelligence Report
5. 1 2  Thewes (2003), p. 56
6. ↑  Barnett, Correlli (1963). 《The Sword-bearers: Studies in Supreme Command in the First World War》. London: Eyre & Spottiswoode. 24–25쪽. OCLC 750443358.
7. ↑  Keegan, John (1999). 《The First World War》. London: Pimlico. 31–36, 74–75쪽. ISBN 0-7126-6645-1.
8. ↑  Telegram from Eyschen to Jagow (in German), 1 August 1914.
9. ↑  Otte, 2014 Chapter 7 p. 487
10. ↑  Telegram from Eyschen to assorted foreign ministers (in French), 2 August 1914.
11. ↑  Speech by Eyschen to the Luxembourg Chamber of Deputies (in French), 3 August 1914.
12. ↑  Gaul, Roland. “The Luxembourg Army”. 2006년 8월 22일에 원본 문서에서 보존된 문서. 2006년 7월 23일에 확인함.
13. 1 2  Doody, Richard. “The Grand Duchy of Luxembourg”. 2006년 7월 12일에 원본 문서에서 보존된 문서. 2006년 7월 23일에 확인함.
14. ↑  O'Shaughnessy (1932), p. 155
15. 1 2  Telegram from Bethmann-Hollweg to Eyschen (in German), 2 August 1914.
16. ↑  Letter from Mollard to Eyschen (in French), 3 August 1914.
17. ↑  Speech by Bethmann-Hollweg to the German Reichstag (in German), 4 August 1914.
18. ↑  “The September Memorandum (September 9, 1914)”. 《GHDI - German History in Documents and Images》. 2023년 1월 21일에 확인함.
19. ↑  Telegram from Eyschen to Mollard (in French), 4 August 1914
20. ↑  Mersch, Jules (1953). 〈Paul Eyschen〉. 《Biographie Nationale du Pays de Luxembourg》. Luxembourg City: Victor Buck. 132쪽.
21. ↑  Letter from Eyschen to Nyssens (in French), 28 December 1882.
22. ↑  Telegram from Eyschen to Buch (in German), 8 December 1914.
23. ↑  Telegram from Thorn to Berg (in German), 1 February 1915.
24. ↑  David Heal, Victims Nonetheless: The invasion of Luxembourg, 1914 (2010)
25. ↑  O'Shaughnessy (1932), pp. 134–135
26. ↑  Calmes (1989), p. 93
27. 1 2  Thewes (2003), p. 64.
28. ↑  O'Shaughnessy (1932), p. 65.
29. 1 2  Thewes (2003), p. 65.
30. 1 2  Thewes (2003), p. 66
31. ↑  Kreins (2003), p. 88.
32. ↑  Speech by Thorn to the Luxembourg Chamber of Deputies (in French),  February 1916
33. 1 2 3 4 5  Thewes (2003), p. 69.
34. 1 2  Thewes (2003), p. 68.
35. 1 2 3  Letter from Thorn to Buch (in German), 28 August 1916
36. ↑  Letter from Tessmar to assorted commanders (in German), 8 May 1916
37. ↑  Letter from Hoover to Percy, 7 October 1916
38. ↑  Letter from Buch to Thorn (in German), 4 October 1916
39. ↑  Letter from Kauffmann to Kirsch (in German), 26 September 1918
40. 1 2  Chambre of Commerce – Groupment des Industries Sidérurgiques Luxembourgeoises. “Graph of iron and steel production”. STATEC. 2006년 8월 24일에 원본 문서 (GIF)에서 보존된 문서. 2006년 7월 23일에 확인함.
41. ↑  Proclamation by Tessmar to steel workers at Differdange (in German), 10 May 1917
42. ↑  Telegram from Thorn to Arendt (in German), 2 June 1917
43. ↑  Zollverein pig iron production.  National Bureau of Economic Research.  Retrieved on 23 July 2006.
44. 1 2  Letter from Kauffmann to Zimmerman (in German), 3 August 1917
45. 1 2 3 4  Thewes (2003), p. 72.
46. 1 2  (프랑스어/독일어) “Mémorial A, 1868, No. 23” (PDF). Service central de législation. 2006년 9월 27일에 원본 문서 (PDF)에서 보존된 문서. 2006년 7월 23일에 확인함.
47. ↑  Faber 1932, 155쪽
48. ↑  Thewes (2003), p. 74.
49. ↑  Thewes (2003), p. 76.
50. ↑  Letter from Tessmar to Reuter (in German), 6 November 1918.
51. ↑  (프랑스어) La convention d'armistice 보관됨 24 12월 2012 - 웨이백 머신, Article A(II).  11 November 1918.  Retrieved on 20 February 2012.
52. ↑  Proclamation by Pershing to the people of Luxembourg (in French), 18 November 1918.
53. 1 2 3  “March into Germany”. 2006년 9월 23일에 원본 문서에서 보존된 문서. 2007년 12월 23일에 확인함..  US Third Army, 14 July 2004.  Retrieved on 20 February 2012 at the Wayback Machine Internet Archive
54. ↑  Thewes (2003), p. 79.
55. ↑  Everett, Susan (1982). 《History of World War I》. New York: Simon and Schuster. 248쪽.
56. ↑  Tucker, Spencer (1999). 《The European Powers in the First World War: An Encyclopedia》 Fir판. New York: Garland. 172–174쪽. ISBN 0-8153-3351-X.
57. ↑  Belien, Paul (2006). 《A Throne in Brussels》. Exeter: Imprint Academic. 175쪽. ISBN 1-84540-065-8.
58. ↑  Kreins (2003), p. 91.
59. ↑  Treaty of Versailles 보관됨 17 6월 2007 - 웨이백 머신, Article 40.  28 June 1919.  Retrieved on 23 July 2006.
60. ↑  Treaty of Versailles, Annex V(5), 28 June 1919
61. ↑  Treaty of Versailles, Article 268(c), 28 June 1919
62. ↑  “Grand Duchy of Luxembourg”. 국립군사역사박물관. 2008년 6월 9일에 원본 문서에서 보존된 문서. 2008년 12월 20일에 확인함.
63. ↑  Lahmeyer, Jan. “Luxembourg: Country population”. 2004년 8월 11일에 원본 문서에서 보존된 문서. 2006년 7월 23일에 확인함.
64. ↑  Braun, Josy (2000). 《Queesch derduerch》. Luxembourg City: Editions Phi. 129–134쪽. ISBN 3-88865-192-1.
65. 1 2 3  Fasto Gardini. “The Demise of the Luxemburger Gazette”.  8 February 2006에 원본 문서에서 보존된 문서.  2 October 2013에 확인함.

## 참고 문헌 및 추가 자료
- (프랑스어/독일어) German occupation of Luxembourg.  GWPDA, 21 May 1998.  Retrieved on 2006-07-23.
- Bellion, Joé (2013년 7월 1일), “Luxemburger in der französischen Armee während des Ersten Weltkrieges”, 《Hémecht》 (독일어) 65 (3), 367–298쪽, 2023년 10월 28일에 확인함
- Calmes, Christian (1989). 《The Making of a Nation From 1815 to the Present Day》. Luxembourg City: Saint-Paul. OCLC 220806453.
- Dostert, Paul; Margue, Paul (September 2002). 《The Grand Ducal Family of Luxembourg》 (PDF). Luxembourg City: Service Information et Presse. ISBN 2-87999-018-1. 30 June 2006에 원본 문서 (PDF)에서 보존된 문서. 23 July 2006에 확인함.
- Faber, Ernest (1932). 《Luxemburg im Kriege 1914–1918》 (독일어). Mersch. OCLC 249843105.
- Hamdi, Mohamed (2018년 1월 5일). “L'industrie lourde luxembourgeoise dans l'armement allemand”. 《d'Lëtzebuerger Land》 (프랑스어). 11면.
- Kreins, Jean-Marie (2003). 《Histoire du Luxembourg》 (프랑스어) 3판. Paris: Presses Universitaires de France. ISBN 978-2-13-053852-3.
- Otte, Thomas (2014). 《July Crisis: The World's Descent into War, Summer 1914》. Cambridge: Cambridge University Press. ISBN 978-1-1070-6490-4.
- O'Shaughnessy, Edith (1932). 《Marie Adelaide – Grand Duchess of Luxemburg, Duchess of Nassau》. London: Jonathan Cape. OCLC 551606.
- Thewes, Guy (July 2003). 《Les gouvernements du Grand-Duché de Luxembourg depuis 1848》 (PDF) (프랑스어) Édition limitée판. Luxembourg City: Service Information et Presse. ISBN 2-87999-118-8. 2004년 2월 4일에 원본 문서 (PDF)에서 보존된 문서. 2006년 7월 23일에 확인함.